# Goldschmidtita
La goldschmidtita és un mineral de fórmula KNbO₃ o (K, REE,Sr)(Nb,Cr)O₃ que cristal·litza en el sistema cúbic. Forma part del supergrup de la perovskita. La goldschmidtita és l'anàleg de potassi de la isolueshita. El mineral fou anomenat així en honor del geoquímic Victor Moritz Goldschmidt (1888–1947), que va formalitzar la química dels cristalls de perovskita i va identificar KNbO₃ com un compost estructurat de la perovskita. El mineral va ser acceptat com a tal per l'IMA l'any 2018.

## Característiques
Es tracta d'un mineral verd fosc amb una lluïssor adamantina; no presenta fluorescència en ona llarga de llum ultraviolada, així com tampoc presenta catodoluminiscència. El mineral presenta diversos elements, entre d'altres, terres rares, potassi i niobi. La formula empírica proposada és: (K0,504La0,150Sr0,133Ba0,092Ce0,078Ca0,002Th0,001)Σ0,960(Nb0,695Cr0,192Fe0,051Al0,014,Mg0,036Ti0,011)Σ0,999O₃ (se sol simplificar com a (K, REE,Sr)(Nb,Cr)O₃.

## Formació i jaciments
La goldschidtita va trobar-se com a inclusió dins d'un diamant; se'n va trobar un sol gra de com a màxim 100μm en un diamant procedent d'una diatrema de Koffiefontein a Sud-àfrica. A més a més de la goldschmidtita que presentava una coloració verd fosc i diafanitat opaca, també s'hi va trobar una inclusió d'augita cròmica (paragènesi websterítica) i silicats sense identificar. A partir de l'augita va poder-se fixar la profunditat de formació en 1717 km. Ha estat descrita només a Sud-àfrica, a la seva localitat tipus. El context geològic on es va trobar el mineral és una kimberlita diamantífera, concretament en la diatrema, emplaçada en un basament arqueà del crató de Kaapvaal.